# Ніколае Костін
Ніколае Костін (7 квітня 1936, Печиште, Орхейського повіту Румунського королівства, сьогодні Резинський район Республіки Молдови — 16 лютого 1995, Кишинів, Республіка Молдова) — молдовський політик і один із лідерів національно-визвольного руху з Молдавської РСР. Він був професором університету, виконавчим президентом Народного фронту Молдови, депутатом першого парламенту (1990—1994) Республіки Молдова, співавтором Декларації незалежності Республіки Молдова (27 серпня 1991 року), президент муніципальної ради та генеральний мер муніципалітету Кишинева (1990—1994).

## Професійна кар'єра
Ніколае Костін народився 7 квітня 1936 року в селі Печіште (комуна Пештя), Плаза-Резіна Оргіївського повіту, Румунське королівство (сьогодні — Резинський район Республіки Молдови). Після закінчення початкової школи в рідному селі він навчався в педагогічному училищі в місті Оргіїв (1952—1956), а потім на історичному факультеті Державного університету Молдови (1960—1965).
Свою професійну діяльність розпочав вчителем у школі комуни Печіште (1958—1960). Після закінчення факультету він працює викладачем університету на кафедрі політології Педагогічного інституту «Алеку Руссо» в Бельцах (1965—1974). Паралельно з цим навчається в докторантурі з політології Московського університету імені М. В. Ломоносова (1970—1973). Потім працював професором Державного університету Молдови (USM) (1974—1990).
Професор доцент Микола Костін є автором 35 наукових публікацій у галузі соціології села: «Підвищення ролі людського фактору та проблеми соціального розвитку молдавського села» (1987) та ін.

## Мер Кишинева
У 1990 році він був обраний президентом Кишинівської міської ради та депутатом першого демократичного парламенту (1990—1994) Республіки Молдова.
З 1990 по 1994 рік він був мером Кишинева, під час якого він проявив себе як лідер Національно-визвольного руху. Ніколае Костін був співавтором Декларації незалежності Республіки Молдова (27 серпня 1991 р.). Він підтримував проблеми румунської мови та повернення до латиниці, брав участь у розробці закону про державну мову.
Він вважається першим мером Кишинева, який посприяв низці реформ у розвитку столиці. За його пропозицією вулиці муніципалітету Кишинева отримали національні назви (Траян, Штефан чел Маре, Мілеску-Спатару, Емінеску, Креанге, Митрополита Бенулеску-Бодоні, Стразіле Бухарест, Каля Єсилор тощо), що викликало невдоволення деяких анти-румунських політичних організацій, які в кожній виборчій кампанії вимагали повернення старих радянських назв вулиць Кишинева.
Разом із міністерствами Республіки Молдова Ніколае Костін сприяв відкриттю румунсько-англійського «Мірча Еліаде», румунсько-італійського «Данте Аліг'єрі», румунсько-французького «Георге Асаче» та румунсько-німецького «Михайла Когелнічану» середніх шкіл, а також бібліотек, у тому числі бібліотеки «Онісіфор Гібу», до відновлення церков, у тому числі Кафедрального собору в центрі Кишинева, до реставрації пам'ятника Стефану Великому і Стефану Святому в Кишиневі. На Алеї класиків у сквері «Штефан чел Маре» були встановлені та відкриті бюсти класиків румунської мови.
Під час перебування на посаді мера він підтримував відродження традицій, пов'язаних з християнськими святами (Великдень, Різдво), встановлення традиції святкування Дня Незалежності Республіки Молдова та румунської мови. Він також був майстром відновлення, у дусі національної традиції, функцій префекта та мера, а також відновлення назв гмін, округів тощо. У Ніколае Костіна була ідея включити села з околиць Кишинева до складу муніципалітету, щоб збалансувати демографічний склад.
Ніколае Костін обіймав посаду співпрезидента Фонду Міхая Вітязула та президента Товариства політологів Республіки Молдова. Він отримав звання «Почесний громадянин Ботошані» через HCL №. 47 від 30 листопада 1993 року. Він був одним із засновників і президентом Виконавчої комісії Народного фронту Молдови (НФМ), формування, яке виступало за об'єднання Бессарабії з Румунією. Своєю діяльністю він вніс значний внесок у процес національного відродження Бессарабії.
9 серпня 1994 року Указом Президента Республіки Молдова Мірчі Снєгура Микола Костін був звільнений з посади мера міста Кишинева з переведенням до Урядового кадрового резерву. З його звільненням припинилася також діяльність Муніципальної ради Кишинева.
Помер 16 лютого 1995 року в Кишиневі. Причиною смерті стала лейкемія. Рішеннями муніципальних рад по одній вулиці в містах Ясси і Кишиневі присвоєно ім'я Миколи Костіна.

## Версії щодо його смерті
Його смерть залишилася оповитою таємницею, існували різні версії. Найтиражованішою з них буде та, у якій стверджується, що мера Костіна вбили представники ворожих антинаціональних/проросійських політичних сил.
Зазначається, що мер був би в стані сп'яніння привезеним з Росії радіоактивним цезієм, який потрапив би на сидіння службового автомобіля. Основним доказом, який підтверджує цю гіпотезу, є майже одночасна смерть службового водія Миколи Костіна, спричинена тією ж хворобою — лейкемією.
Хвороба мера Ніколае Костіна була дуже швидкою, оскільки цезій був радіоактивним елементом із тривалим часом розпаду. Через відсутність судового розслідування причини трагічної смерті Ніколае Костіна не можуть бути з'ясовані.